# Chidravalli, Tirumakudal Narsipur
Chidravalli là một làng thuộc tehsil Tirumakudal Narsipur, huyện Mysore, bang Karnataka, Ấn Độ.